# Rayon boissons
Rayon boissons est un magazine mensuel professionnel français traitant du secteur de la grande distribution, et plus spécifiquement des produits vendus dans le rayon des liquides : alcools et spiritueux, vins, bières, boissons rafraîchissantes sans alcool (BRSA) et eaux. Le magazine fondé en 1993, est une publication des Éditions du Boisbaudry.

## Diffusion
Le magazine est diffusé à 3 766 exemplaires payants mensuels en France en 2016.

## liens externes
- Fiche OCLC (WorldCat)